# Micromovilidad

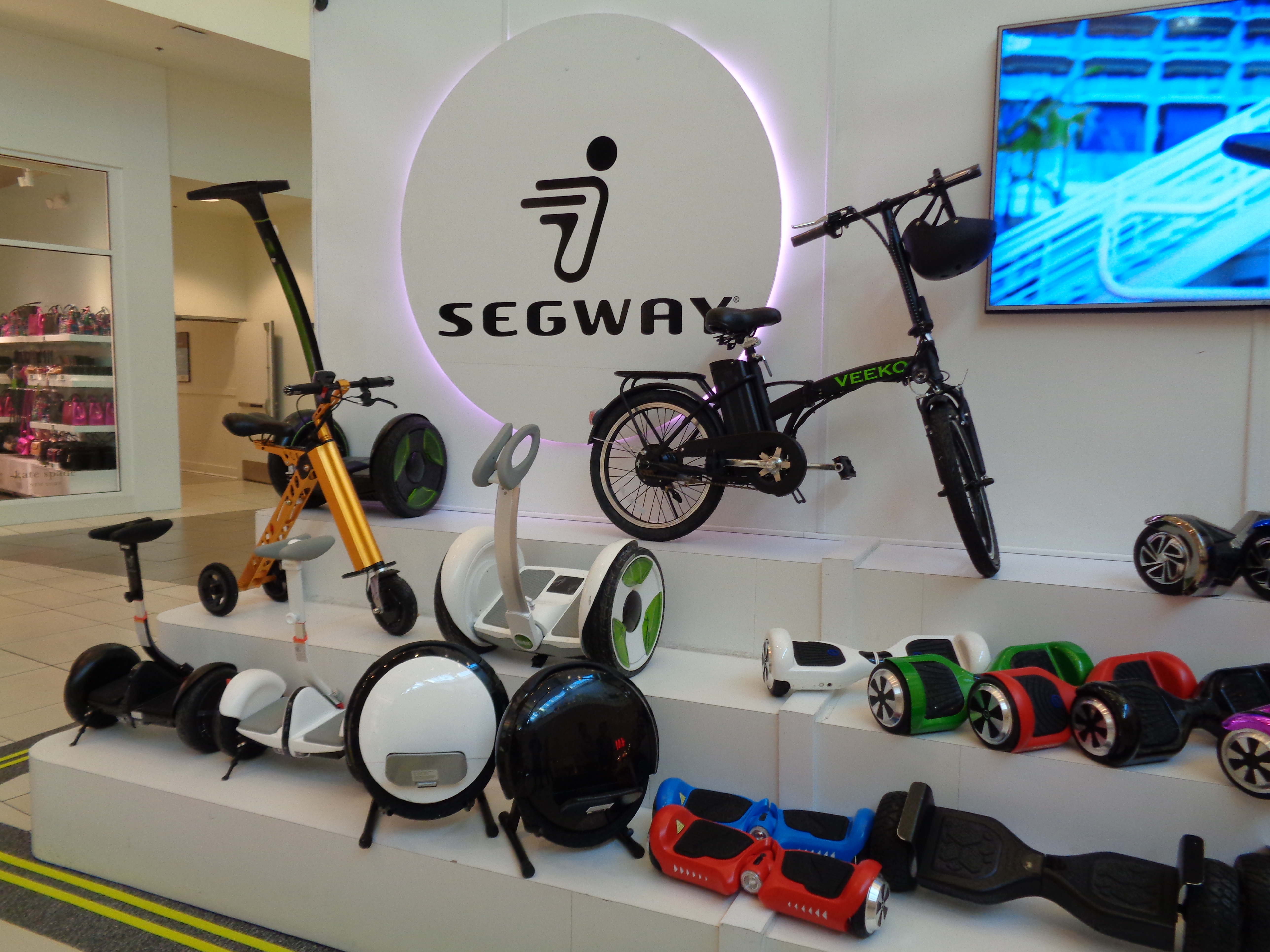
Vehículos de micromobilidad montados en un escaparate.

La Micromovilidad se refiere a una modalidad de transporte que ocurre a través de vehículos muy ligeros como patinetes eléctricos, monopatines eléctricos, bicicletas compartidas y bicicletas con asistencia como las bicilec/pedelec.
Aunque no existe una definición universal de micromovilidad, el ITPD define como vehículos de micromovilidad aquellos con propulsión humana o eléctrica que pueden ser compartidos o particulares y de velocidad baja (hasta 25 km/h) o algunas veces moderada (hasta 45 km/h). Otras definiciones se basan en una masa bruta del vehículo de hasta 500 kg. Algunas condiciones adicionales incluyen la provisión de un motor, el uso primario del vehículo y su disponibilidad para funcionar como un servicio compartido.
Este término evoca una transición similar a la que ocurrió con el auge de la microcomputadora, ya que la miniaturización de los medios de transporte en recorridos cortos se puede ver como un paralelo a la miniaturización de los componentes electrónicos y las microcomputadoras para uso personal. El término fue acuñado por el empresario y analista de tecnología Horace Dediu, específicamente al dar un discurso en 2017 durante la Asamblea de Micromobilidad en el «Techfestival», un evento anual en Copenhague.

## Características

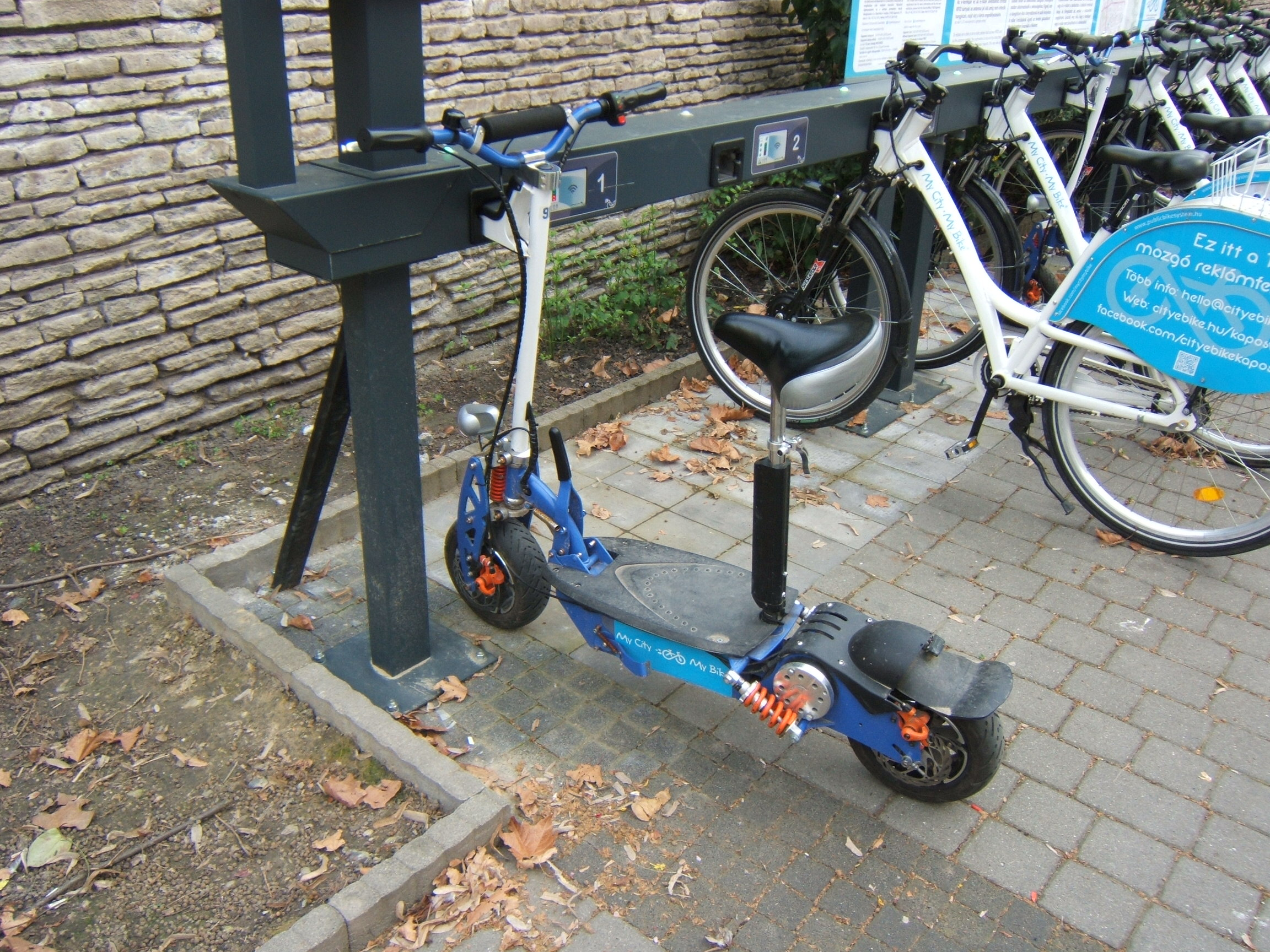
Una estación para aparcar bicicletas compartidas y un patinete eléctrico.

Las implementaciones prácticas de la micromovilidad surgieron al final de la década de 2010 como solución a la llamada «última milla» del transporte personal, particularmente zonas urbanas con alta densidad. En lugar de usar los medios existentes, un usuario usaría una red compartida de micromovilidad para poder desplazarse por distancias usualmente menores a una milla. Los primeros servicios implementados especificaron ubicaciones, o estaciones, donde los vehículos debían ser recogidos y entregados, pero una segunda generación de servicios compartidos usaron modelos sin estaciones en los que los vehículos pueden dejarse en cualquier lugar o dentro de una geovalla específica. La micromovilidad ha sido instrumental en lo que se conoce como el «desacoplamiento» (del inglés, «unbundling») del automóvil, o la disponibilidad de vehículos personales compartidos diseñados para trayectos cortos.
Aunque estos vehículos han estado a la venta de usuarios por mucho tiempo, el crecimiento sin precedentes de estas prácticas ha sido producto de la terciarización del servicio, que a su vez le permite a los usuarios usar el vehículo de micromovilidad más cercano sin necesidad de comprarlo, llevarlo consigo o asegurarlo cuando no esté en uso.  Este crecimiento ha reducido el uso de automóviles personales y, en conjunto con oportunidades financieras, ha llevado a empresas automovilísticas multinacionales&mdash;como Ford y GM&mdash;a invertir en una variedad de servicios de micromovilidad.
Los primeros servicios de bicicletas compartidas «sin estaciones» surgieron en varias ciudades en China, y algunos de ellos sirvieron como ejemplo de las posibilidades de servicios con monopatines y bicicletas con asistencia o motor eléctrico. La disponibilidad de componentes baratos como baterías, pantallas y receptores GPS, en conjunto con las cadenas de distribución de teléfonos inteligentes, han ayudado a extender este tipo de servicios en varias ciudades del mundo.

## Popularidad y recepción
A pesar de la rapidez en la adopción de estas tecnologías, la transición no ha ocurrido sin pormenores. En algunas ciudades el aumento súbito de vehículos «sin estación» tomó por sorpresa a varias ciudades que tuvieron después que crear un marco regulador que permitiera a estos servicios integrarse sin problemas con los medios existentes de transporte. A medida que se ha encontrado un equilibrio entre operadores, usuarios y gobiernos locales&mdash;y que los  beneficios de la micromovilidad se han hecho evidentes&mdash;otras ciudades y operadores han comenzado a buscar activamente extender estos servicios a la ciudadanía.